# 法國國鐵BB 25500型電力機車
BB 25500型电力机车是法国阿尔斯通公司为法国国家铁路公司设计制造的一种双电流制干线电力机车，适用于供电制式为1500伏直流电和25千伏工频单相交流电的电气化铁路，是BB 8500型直流电力机车和BB 17000型交流电力机车的系列产品，在1964年至1976年共制造了194台。BB 25500型机车为客、货运通用电力机车，采用单电机转向架。

## 参看
- BB 22200型电力机车